# Promontorio McIntyre
McIntyre es un promontorio antártico con la planta en forma de "V" apuntando hacia el norte con acantilados escarpados a ambos flancos. Forma parte de los montes Bush, en la cabecera del glaciar Ramsey, dependencia de Ross.
Fue descubierto y fotografiado el 16 de febrero de 1947 durante la Operación Highjump por el Vuelo 8A de la U.S. Navy.
El Comité Consultivo sobre Nomenclatura Antártica le puso su actual nombre por el Capitán Eugene C. McIntyre, copiloto del mencionado vuelo.